# 追尾

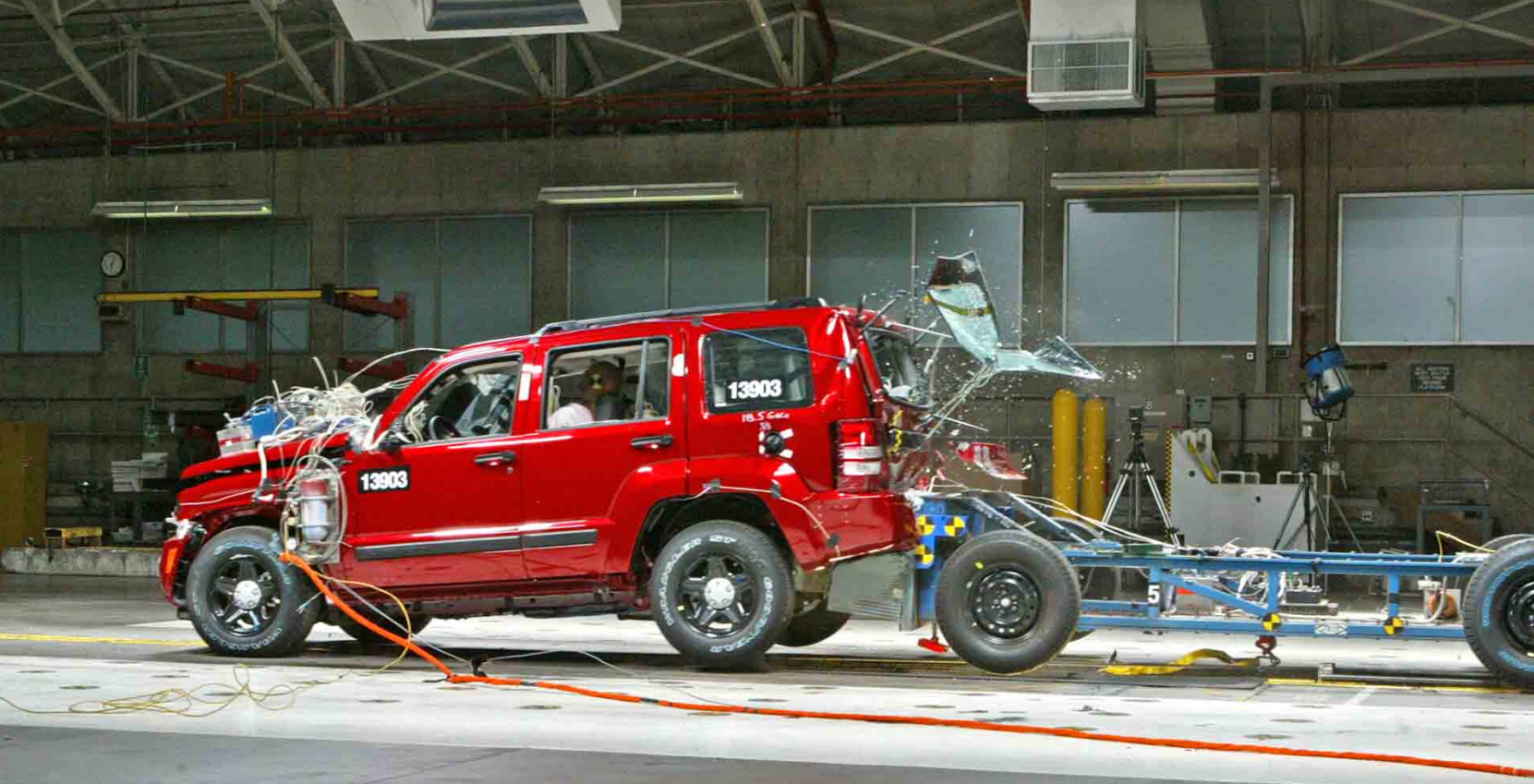
Jeep Liberty在克萊斯勒的測試場的追尾測試

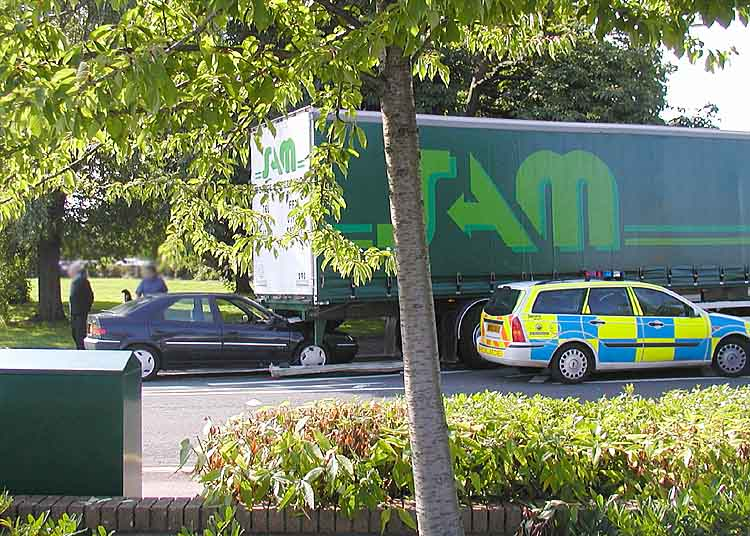
2004年7月在英國布里斯托尔附近的追尾事故。當半掛式卡車在圓環前停車時，後方車輛煞車不靈，撞到半掛式卡車

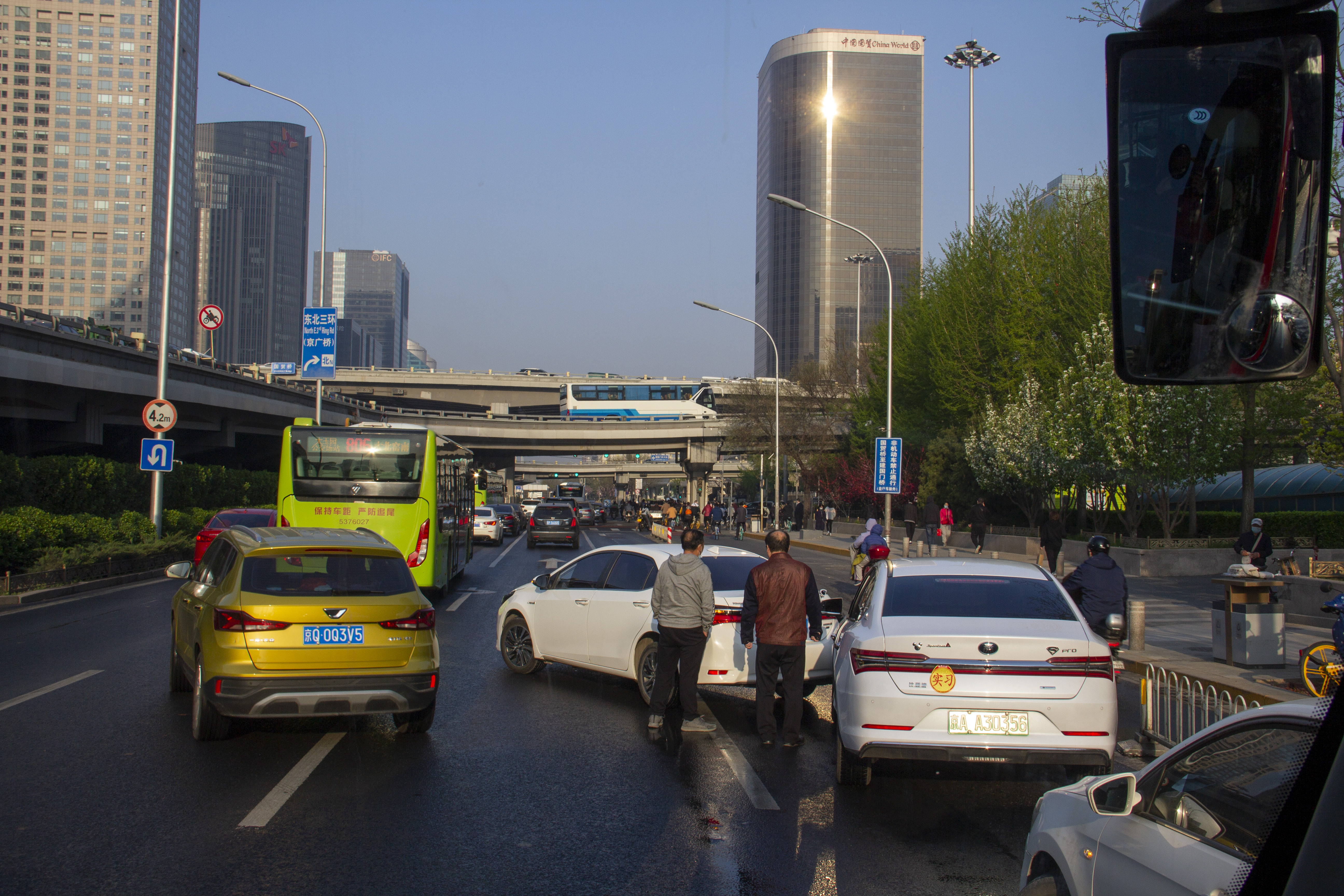
北京国贸桥旁边的追尾事故

追尾或追尾事故是指車輛撞到在其前方靜止或行駛的車輛，使得此車輛的車頭和前車車尾撞擊的交通事故。常見造成追尾的原因有駕駛不專心或分心、逼車、未和前方保持安全距離、前車急剎車、因為路面問題或濕滑造成車輛抓地力不足等。火車也會出現追尾事故，也就是火車撞到同方向靜止或行駛的火車。
依照美国国家公路交通安全管理局的數據，在死亡車禍中，追尾事故只佔了其中了6%。不過追尾事故佔美國車禍事故的28%，是最常見的車禍種類之一。

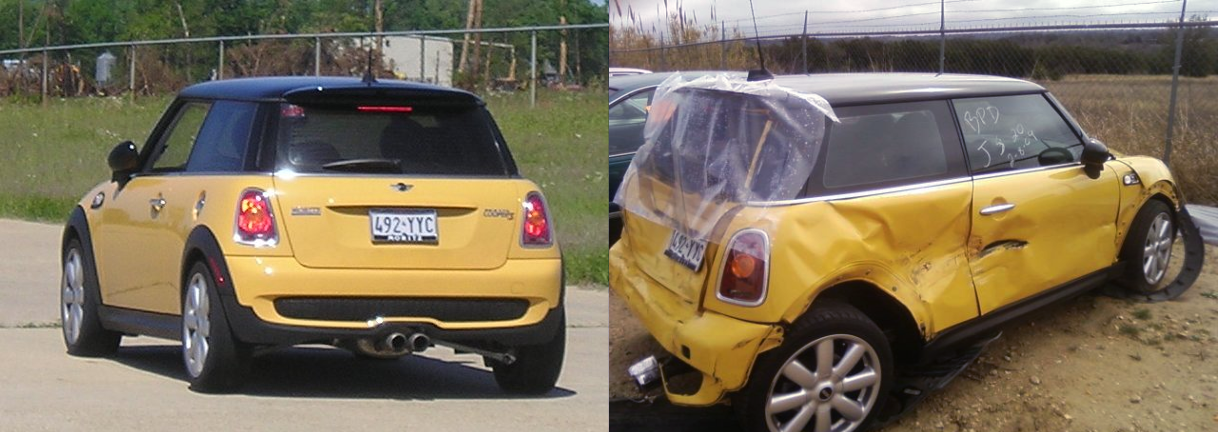
MINI Cooper S受到追尾撞擊前後的照片

## 簡介
常見的追撞情境是前方車輛急減速（例如可能會為避免撞到通過馬路的人或是車輛），後方車輛沒有維持足夠剎車距離，因此撞到。另一種情境是後方車輛加速比前方車輛要快（可能為了要趕快通過路口），因此發生事故。
一般來說，若二部車的結構相近，追撞到另一部車的影響類似於以一半的速度撞到堅固不動物體（例如牆）的影響。也就是說，以時速50公里的速度撞到同型的靜止車輛，其破壞力類似於以時速25公里撞到牆的影響。對於被撞到的車輛而言，也有相同的破壞力。但若二部車中有一部比較堅固（例如小車追撞到大型車輛），較不堅固的車輛受到的破壞會比較大。
若是中等速度追撞，常出現的傷害是挥鞭式颈部扭伤。若比較嚴重的情形，可能會有椎間盤突出症。在被追撞的情形下，多功能休旅車後座的乘客，因為車的後方防撞緩衝區較短，比較可能受傷或是死亡。
在保險和交通警察的處理上，一般會認定後方車輛有事故責任，原因是沒有保持安全距離，或是未注意前方。唯一一種例外情形是被撞到的車輛正在倒車。若被追撞到車輛的駕駛向追撞者要求賠償，追撞者可能要負擔被追撞到車輛所有的損害賠償。
近來汽車自動安全系統的發展，可以減少追撞事故的發生。